# Renata Lotrinská

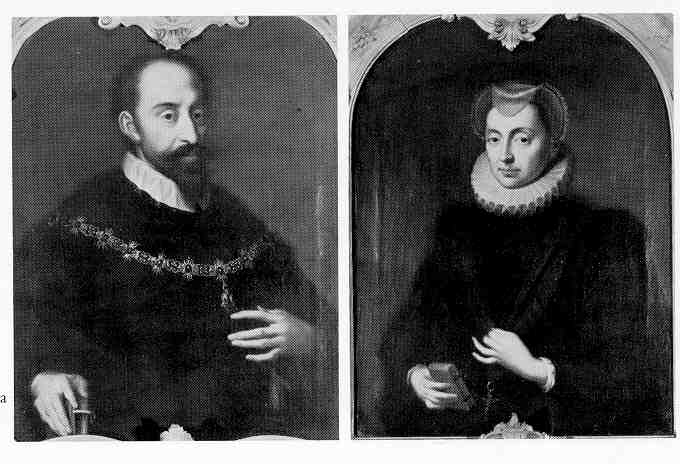
Renata Lotrinská a manžel Vilém

Renata Lotrinská (20. dubna 1544, Nancy – 22. května 1602, Mnichov) byla členkou rodu Lotrinských a sňatkem bavorská vévodkyně.
Narodila se v Nancy, ve Francii jako druhé dítě a nejstarší dcera Františka I., vévody lotrinského a Kristiny Dánské. Jejími prarodiči z otcovy strany byli Antoine, lotrinský vévoda a Renée z Bourbon-Montpensier, a z matčiny strany Kristián II. Dánský a Isabela Habsburská.

## Život
Renata byla svými současníky popsána jako velmi krásná a žádaná žena. V roce 1558 o její ruku požádal princ Vilém Oranžský. Její matce Kristině se nápad líbil, což se ještě více upevnilo po smlouvě z Cateau-Cambrésis. Kristina odmítla nápad lotrinského kardinála provdat Renatu za prince z Joinville nebo za syna španělského krále, Juana. V roce 1561 Kristina plánovala svou dceru provdat za dánského krále Frederika III. Nicméně, vypuknutí severské sedmileté války mezi Dánskem a Švédskem tyto její plány překazilo. Od roku 1565 do roku 1567 Kristina jednala se švédským králem Erikem XIV. Snažila se o spojenectví mezi Švédskem a Dánskem, a to prostřednictvím sňatku její dcery s králem Erikem XIV, který byl jejím plánům nakloněn. Nicméně, císař Ferdinand byl silně proti, protože toto spojenectví by mělo destruktivní vliv na mocenskou rovnováhu Německa, Sasko totiž bylo spojeno s Dánskem. Plánování sňatkového spojenectví mezi Lotrinskem a Švédskem definitivně skončilo v roce 1567, když se král Erik oženil se svou neurozenou milenkou Karin Månsdotter.
Dne 22. února 1568 se Renata provdala za Viléma, dědičného prince Bavorska. Velkolepý obřad, který se odehrál v Mnichově byl detailně popsán v díle Dialoghi od Massima Troianoa. Na oslavy trvající 18 dní přijelo asi 5000 hostů. Hudbu, která při oslavách hrála složil Orlando di Lasso.
Renatino manželství bylo šťastné. Manželé žili v jezuitském Kollegienbau v západní části Mnichova. Renata se starala o nemocné, chudé a poutníky, v čemž ji manžel zcela podporoval. Od roku 1579, kdy se Vilém stal bavorským vévodou, trávila Renata většinu času v Herzogspitalkirche, který v roce 1555 založil její tchán.
Renata zemřela v Mnichově ve věku 58 let. Její hrob se nachází v kostele Sv. Michala, jehož vysvěcení byl poslední důležitý bod v životě Renaty a jejího manžela. Byla uctívána jako svatá, ale nikdy nebyla svatořečena. Manžel jí přežil o dvacet čtyři let, zemřel v roce 1626.
Mezi její přímé potomky patřila Joséphine de Beauharnais mladší, která se v roce 1823 stala manželkou jednoho z nástupců Erika XIV., budoucího švédského a norského krále Oskara I. Renata je také předkem Karla XV., krále Švédska a Norska, a Kristiána X., krále Dánska. Všichni současní panovníci skandinávských zemí jsou Renatinými přímými potomky. Mezi její další četné významné potomky patří František Josef I. a Maxmilián I. Mexický.

## Potomci
- Kryštof (*/† 1570)
- Kristýna (1571– 1580)
- Maxmilián I. (1573–1651), kurfiřt a vévoda bavorský,
⚭ 1595 Alžběta Lotrinská (1574–1635)
⚭ 1635 Marie Anna Habsburská (1610–1665)
- Marie Anna (1574–1616), ⚭ 1600 Ferdinand II. Štýrský (1578–1637), budoucí císař římský, král český, uherský, chorvatský
- Filip Vilém (1576–1598), kardinál, řezenský biskup
- Ferdinand (1577–1650), kolínský arcibiskup-kurfiřt
- Eleonora Magdaléna (1578–1579)
- Karel (1580–1587)
- Albrecht VI. (1584–1666), bavorsko-leuchtenberský vévoda, ⚭ 1612 Mechtylda Leuchtenberská (1588–1634)
- Magdaléna (1587–1628), falcko-neuburská vévodkyně, ⚭ 1613 Wolfgang Vilém Neuburský (1578–1653), vévodou z Bergu a Jülichu

## Vývod z předků
|                  |                        |  |                    |                          |  |  |  |  |  |  |  | Fridrich II. z Vaudémont |
|                  |                        |  |                    |                          |  |  |  |  |  |  |  |                          |
|                  | René II. Lotrinský     |  |                    |                          |  |  |  |  |  |  |  |                          |
|                  |                        |  |                    |                          |  |  |  |  |  |  |  |                          |
|                  |                        |  |                    | Jolanda Lotrinská        |  |  |  |  |  |  |  |                          |
|                  |                        |  |                    |                          |  |  |  |  |  |  |  |                          |
|                  | Antonín Lotrinský      |  |                    |                          |  |  |  |  |  |  |  |                          |
|                  |                        |  |                    |                          |  |  |  |  |  |  |  |                          |
|                  |                        |  |                    | Adolf z Guelders         |  |  |  |  |  |  |  |                          |
|                  |                        |  |                    |                          |  |  |  |  |  |  |  |                          |
|                  | Filipa z Guelders      |  |                    |                          |  |  |  |  |  |  |  |                          |
|                  |                        |  |                    |                          |  |  |  |  |  |  |  |                          |
|                  |                        |  |                    | Kateřina Bourbonská      |  |  |  |  |  |  |  |                          |
|                  |                        |  |                    |                          |  |  |  |  |  |  |  |                          |
|                  | František I. Lotrinský |  |                    |                          |  |  |  |  |  |  |  |                          |
|                  |                        |  |                    |                          |  |  |  |  |  |  |  |                          |
|                  |                        |  |                    | Ludvík I. z Montpensier  |  |  |  |  |  |  |  |                          |
|                  |                        |  |                    |                          |  |  |  |  |  |  |  |                          |
|                  | Gilbert z Montpensieru |  |                    |                          |  |  |  |  |  |  |  |                          |
|                  |                        |  |                    |                          |  |  |  |  |  |  |  |                          |
|                  |                        |  |                    | Gabrielle de la Tour     |  |  |  |  |  |  |  |                          |
|                  |                        |  |                    |                          |  |  |  |  |  |  |  |                          |
|                  | Renata Bourbonská      |  |                    |                          |  |  |  |  |  |  |  |                          |
|                  |                        |  |                    |                          |  |  |  |  |  |  |  |                          |
|                  |                        |  |                    | Federico I. Gonzaga      |  |  |  |  |  |  |  |                          |
|                  |                        |  |                    |                          |  |  |  |  |  |  |  |                          |
|                  | Klára Gonzagová        |  |                    |                          |  |  |  |  |  |  |  |                          |
|                  |                        |  |                    |                          |  |  |  |  |  |  |  |                          |
|                  |                        |  |                    | Markéta Bavorská         |  |  |  |  |  |  |  |                          |
|                  |                        |  |                    |                          |  |  |  |  |  |  |  |                          |
| Renata Lotrinská |                        |  |                    |                          |  |  |  |  |  |  |  |                          |
|                  |                        |  |                    |                          |  |  |  |  |  |  |  |                          |
|                  |                        |  | Kristián I. Dánský |                          |  |  |  |  |  |  |  |                          |
|                  |                        |  |                    |                          |  |  |  |  |  |  |  |                          |
|                  | Jan I. Dánský          |  |                    |                          |  |  |  |  |  |  |  |                          |
|                  |                        |  |                    |                          |  |  |  |  |  |  |  |                          |
|                  |                        |  |                    | Dorotea Braniborská      |  |  |  |  |  |  |  |                          |
|                  |                        |  |                    |                          |  |  |  |  |  |  |  |                          |
|                  | Kristián II. Dánský    |  |                    |                          |  |  |  |  |  |  |  |                          |
|                  |                        |  |                    |                          |  |  |  |  |  |  |  |                          |
|                  |                        |  |                    | Arnošt Saský             |  |  |  |  |  |  |  |                          |
|                  |                        |  |                    |                          |  |  |  |  |  |  |  |                          |
|                  | Kristina Saská         |  |                    |                          |  |  |  |  |  |  |  |                          |
|                  |                        |  |                    |                          |  |  |  |  |  |  |  |                          |
|                  |                        |  |                    | Alžběta Bavorská         |  |  |  |  |  |  |  |                          |
|                  |                        |  |                    |                          |  |  |  |  |  |  |  |                          |
|                  | Kristina Dánská        |  |                    |                          |  |  |  |  |  |  |  |                          |
|                  |                        |  |                    |                          |  |  |  |  |  |  |  |                          |
|                  |                        |  |                    | Maximilián I. Habsburský |  |  |  |  |  |  |  |                          |
|                  |                        |  |                    |                          |  |  |  |  |  |  |  |                          |
|                  | Filip I. Kastilský     |  |                    |                          |  |  |  |  |  |  |  |                          |
|                  |                        |  |                    |                          |  |  |  |  |  |  |  |                          |
|                  |                        |  |                    | Marie Burgundská         |  |  |  |  |  |  |  |                          |
|                  |                        |  |                    |                          |  |  |  |  |  |  |  |                          |
|                  | Isabela Habsburská     |  |                    |                          |  |  |  |  |  |  |  |                          |
|                  |                        |  |                    |                          |  |  |  |  |  |  |  |                          |
|                  |                        |  |                    | Ferdinand II. Aragonský  |  |  |  |  |  |  |  |                          |
|                  |                        |  |                    |                          |  |  |  |  |  |  |  |                          |
|                  | Jana I. Kastilská      |  |                    |                          |  |  |  |  |  |  |  |                          |
|                  |                        |  |                    |                          |  |  |  |  |  |  |  |                          |
|                  |                        |  |                    | Isabela Kastilská        |  |  |  |  |  |  |  |                          |
|                  |                        |  |                    |                          |  |  |  |  |  |  |  |                          |